# 德里克·卡拉科特
德里克·卡拉科特（英語：Derrick Caracter，1988年5月4日—），美国男子篮球运动员。他在2010年NBA选秀第2轮第58顺位被洛杉矶湖人选中。
2015年1月3日，德瑞克首度身披裕隆球衣征戰第12季SBL超級籃球聯賽。德瑞克在1月26日第12季SBL註冊大限之前遭到裕隆註銷，德瑞克共替裕隆出賽10場，場均上場23分鐘，可貢獻13.7分、9.2籃板。

## 外部連結
- 德里克·卡拉科特在fiba.basketball（英语）
- 德里克·卡拉科特在NBA官網（英语）
- 德里克·卡拉科特在NBA G聯盟官網（英语）
- 德里克·卡拉科特在立陶宛籃球聯賽官網（英语）
- 德里克·卡拉科特在超級籃球聯賽官網
- 德里克·卡拉科特在Basketball-Reference.com（NBA）（英语）
- 德里克·卡拉科特在Basketball-Reference.com（NBA G聯盟）（英语）
- 德里克·卡拉科特在Sports-Reference.com（NCAA）（英语）
- 德里克·卡拉科特在ESPN（NBA）（英语）
- 德里克·卡拉科特在Eurobasket.com（球員）（英语）
- 德里克·卡拉科特在Proballers（英语）
- 德里克·卡拉科特在RealGM（球員）（英语）